# Protectorat de Betxuanalàndia

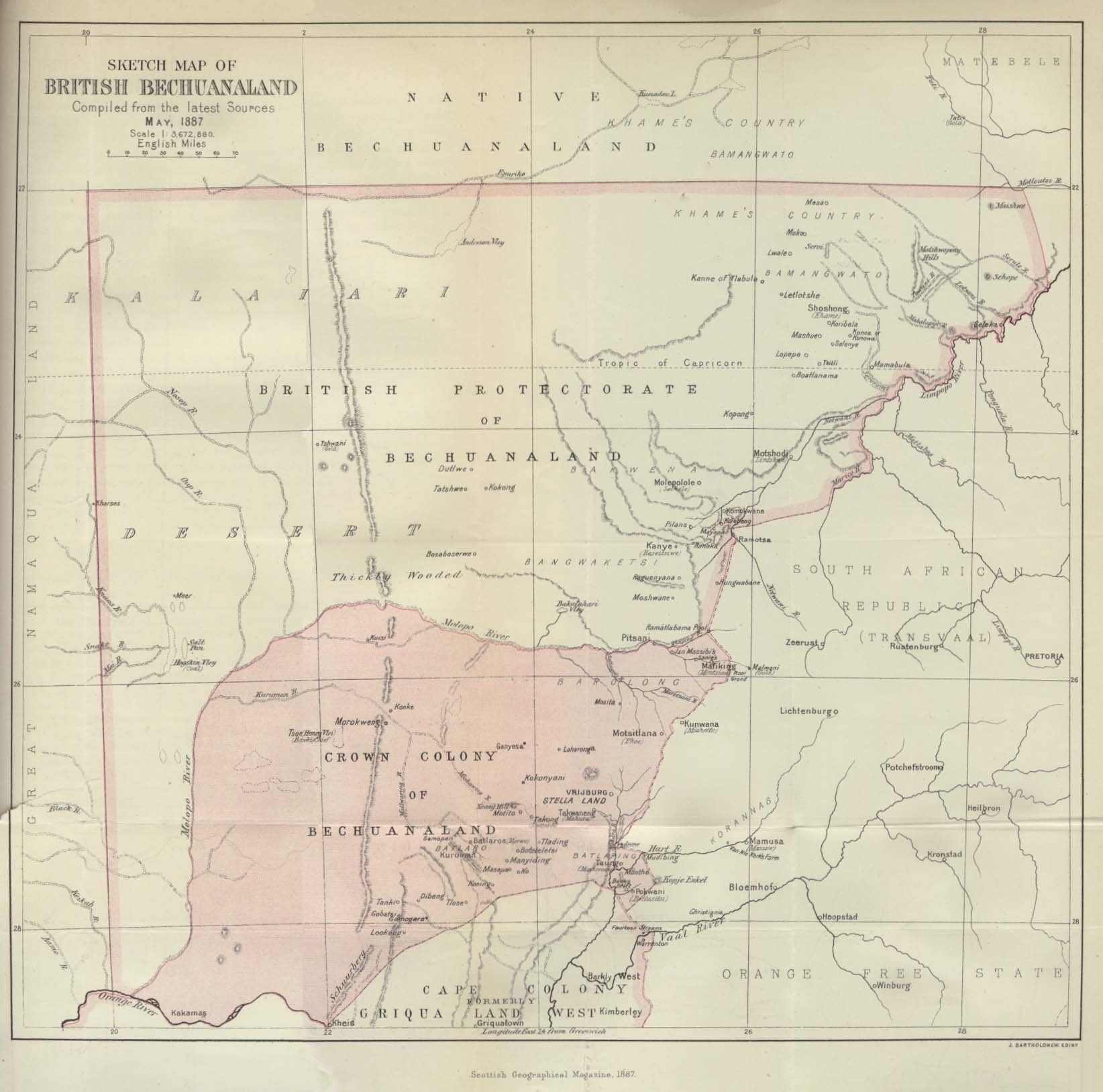
Colònia, separada del protectorat el 1885; va existir fins al 1895

El Protectorat de Betxuanalàndia (Bechuanaland Protectorate, BP) fou un protectorat establert pels britànics sobre els territoris dels caps tswana (anomenats pels britànics betxuanes) al sud del riu Molopo, l'abril de 1884 i que es va estendre al nord del riu el març de 1885. Fou la base de la República de Botswana, creada el 30 de setembre de 1966.

## Història
Betxuanalàndia vol dir país dels betxuanes (modernament batswana o tswana).
Ja el segle xix, es trencaren les hostilitats entre els batswana i els colons bòer de Transvaal. Després de les apel·lacions d'ajuda dels batswana, els britànics van establir un protectorat al sud del riu Molopo l'abril de 1884 i el 27 de gener de 1885 van ampliar-lo al nord del riu fins als 22º de latitud sud ocupant el territori de les tribus bakwena, bangwaketse i bangwato. Van enviar-hi una expedició militar (Bechuanaland Expeditionary Force) dirigida pel general Sir Charles Warren, per fer efectiva la protecció britànica sobre Betxuanalàndia i el Kalahari el gener de 1885 i van aconseguir-hi l'annexió dels Estats Units de Stellaland, que bloquejaven l'expansió i el trànsit de mercaderies britànics amb l'Àfrica central. Així van impedir la possibilitat d'establir una continuïtat territorial entre l'Àfrica Sud-occidental Alemanya i la República de Transvaal.
Els territoris del protectorat britànic de Betxuanalàndia situats al sud del riu Molopo van formar la colònia de Betxuanalàndia, constituïda formalment el 30 de setembre de 1885, que tingué per capital a Mafeking, mentre que els territoris situats al nord del riu van formar el Protectorat de Betxuanalàndia.
El protectorat es va estendre al nord el 30 de juny de 1890 amb la incorporació del territori anomenat Ngamilàndia, dominat pels caps dels tawana; aquesta ampliació fou reconeguda per Alemanya l'endemà en el Tractat de Helgoland-Zanzíbar que regulava la situació de Zanzíbar i Helgoland i fixava els límits entre l'Àfrica Sud-occidental Alemanya i el protectorat de Betxuanalàndia establint-hi l'anomenada franja de Caprivi. De fet, els britànics no es van establir a Ngamilàndia fins al 1894. Segons les estadístiques del 1904, la seva superfície era de 647500 km² i la població d'uns 120.000 habitants. Estava previst que aquest territori passaria sota administració de Rhodèsia o de Sud-àfrica, però els caps tswana s'hi van oposar i el protectorat britànic va continuar-hi fins al 1966. Al llarg de tot aquest període, els caps tribals continuaren al poder, mentre que els britànics només s'ocupaven de la policia i de la vigilància de fronteres.
L'administració de la Colònia fou transferida a la colònia del Cap de Bona Esperança el 1895, mentre el Protectorat quedava sota administració d'un Alt Comissionat britànic a Sud-àfrica per als protectorats de Betxuanalàndia, Basutolàndia i Swazilàndia (l'administració li fou subordinada després del 9 de maig de 1891)
La capital del protectorat era Mafeking, situada a la colònia britànica de Betxuanalàndia (1885-1895) i després a la colònia del Cap de Bona Esperança, cosa que va crear un dels casos excepcionals en què la capital d'un territori es trobava fora d'aquest. A partir de 1923, dins el territori hi havia un ajudant del resident comissionat a Francistown. El 1921 el Protectorat estava dividit administrativament en onze districtes (cadascun amb un magistrat resident). Constituïen la policia 32 oficials i suboficials europeus, 51 membres de la policia muntada i 215 policies de peu.
Des del 1893 s'havien incorporat al territori, a efectes administratius, unes regions orientals conegudes com les concessions de Tati, dins el regne de Matabelàndia, que existien teòricament dins dels límits d'aquest regne des de 1872 i en foren separades per ser administrades des del protectorat. El 1895 la Companyia Britànica de Sud-àfrica va intentar comprar els drets d'aquestes terres, però l'oposició de tres caps tswanes ho va impedir. Aquestes terres foren annexionades formalment al protectorat el 21 de gener de 1911.
El 24 de novembre de 1914 li fou incorporada adminstrativament la franja de Caprivi, arrabassada als alemanys (que l'havien ocupada el setembre de 1914). El 31 de desembre de 1919 la franja va quedar dividida en dues parts: Caprivi Oriental (capital Kasane) i Caprivi Occidental (capital Maun); el 1922, amb efectes retroatius d'1 de gener de 1921, es va declarar territori sota el govern d'Alt Comissionat Britànic de Sud-àfrica (per Betxuanalàndia, Basutolàndia i Swazilàndia), però l'1 de setembre de 1929 fou reincorporada a l'Àfrica Sud-occidental ex-alemanya. El 1921 el protectorat abastava una superfície de 712.000 km² i una població de 152.983 habitants, 1473 dels quals eren europeus. Les tribus principals eren bamangwato (capital Serowe), bakhatla, bakwena, bangwaketse, batawana i bamalete. El cap dels bamangwato, Khama, va morir el febrer de 1923 amb 93 anys.
El desembre del 1924 i el 1927 hi va haver pressions molt fortes per part del primer ministre de la Unió Sud-africana, Hertzog, per incorporar el protectorat a la Unió, totes elles refusades pels britànics.

## Administració
L'Alt Comisionat exercia el poder de forma equivalent a un governador. Al començament fou el governador de la colònia del Cap (9 de maig de 1891 a 31 de maig de 1910), després el governador general de la Unió Sud-africana (31 de maig de 1910 a 6 d'abril de 1931) i més endavant hi hagué alts comissionats específics fins a l'1 d'agost de 1964 (ja que Betxuanalàndia va deixar de dependre de l'alt comissionat el 3 d'octubre de 1963).
Sobre el terreny hi va haver vice comissionats (d'abril de 1884 a setembre de 1884), comissionats especials (del 23 de gener de 1885 al 30 de setembre de 1885), vice comissionats (del 30 de setembre de 1885 al 9 de maig de 1891), residents comissionats dependents de l'alt comissionat (entre el 9 de maig de 1891 i el 3 d'octubre de 1963), residents comissionats no dependents (del 3 d'octubre de 1963 a l'1 d'agost de 1964) i comissionats (de l'1 d'agost de 1964 al 30 de setembre de 1966)

## Vegeu també

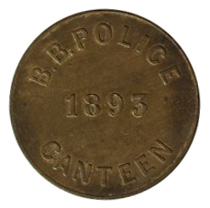
Moneda de la policia